# Кюльхірі (Вурнарський район)
Кюльхі́рі (рос. Кюльхири, чув. Кӳлхĕрри) — присілок у складі Вурнарського району Чувашії, Росія. Входить до складу Калінінського сільського поселення.
Населення — 527 осіб (2010; 647 у 2002).
Національний склад:
- чуваші — 98 %